# Thông Du
Thông Du (chữ Hán giản thể:通榆县) là một huyện thuộc địa cấp thị Bạch Thành, tỉnh Cát Lâm, Cộng hòa Nhân dân Trung Hoa. Huyện này có diện tích 8476 ki-lô-mét vuông, dân số 350.000 người. Mã số bưu chính là 137200. Chính quyền huyện đóng tại trấn Khai Thông. Về mặt hành chính, huyện này được chia thành nhai đạo, trấn, hương.
- Trấn: Khai Thông, Chiêm Du, Song Cương, Hưng Long Sơn, Biên Chiêu, Hồng Hưng, Tứ Tỉnh Tử, Tân Hoa, Ô Lan Hoa.
- Hương: Dương Tỉnh, Vĩnh Thanh, Tân Phát, Tân Hưng, Tập đoàn, Thập Hoa Đạo, Bát Diện, Chiêm Du, Tô Công Đà, Thất Tỉnh Tử, Diêu Đông.
- Hương dân tộc Mông Cổ Tây Ngải Lực, hương dân tộc Mông Cổ Hướng Hải, hương dân tộc Mông Cổ Bao Lạp Ôn Đô.